# Nigerias ambassad i Stockholm

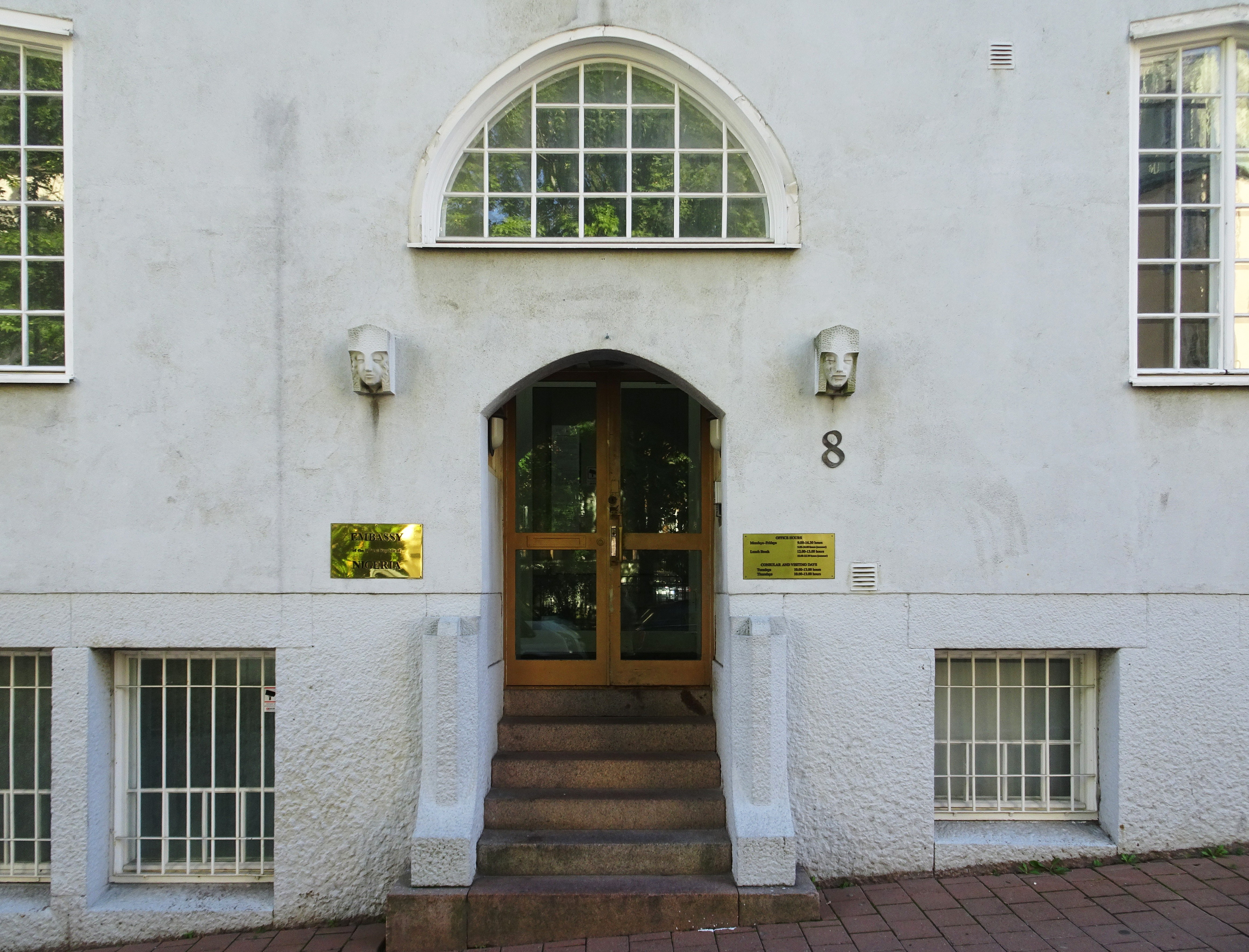
Entrén från Tyrgatan 8.

Nigerias ambassad i Stockholm  är Förbundsrepubliken Nigerias diplomatiska representation i Sverige. Ambassadör sedan 2021 är Musa Ilu Muhammed. Ambassaden upprättades 1972. Diplomatkoden på beskickningens bilar är CN.

## Fastigheter
Ambassaden var först belägen på Strandvägen 7, men flyttade 1973 till den nuvarande fastigheten Trädlärkan 4 vid Tyrgatan 8 i Lärkstaden. Byggnaden restes ursprungligen 1909-1910 som enfamiljshus åt professor Carl Rossander. För ritningarna svarade arkitekten Knut Perno. Fasaden var ursprungligen utförd i rött tegel, men har 1978 överputsats.

## Beskickningschefer
| Namn                   | Period    | Funktion   |
| ---------------------- | --------- | ---------- |
| Aduke Alakija          | 1984–1987 | Ambassadör |
| Benedict Onochie Amobi | 2011–2015 | Ambassadör |
| i.u.                   | 2015–2017 | Ambassadör |
| Musa Ilu Muhammed      | 2017–2021 | Ambassadör |
| Bukar Buni Hamman      | 2021–     | Ambassadör |

## Händelser
Den 10 augusti 2019 demonstrerade shiamuslimska organisationer från Stockholm utanför ambassaden till stöd för den fängslade och allvarligt skadade Ibrahim Zakzaky.